# Taube Trespe
Die Taube Trespe (Bromus sterilis) ist eine Pflanzenart aus der Gattung der Trespen (Bromus) innerhalb der Familie der Süßgräser (Poaceae).

## Beschreibung

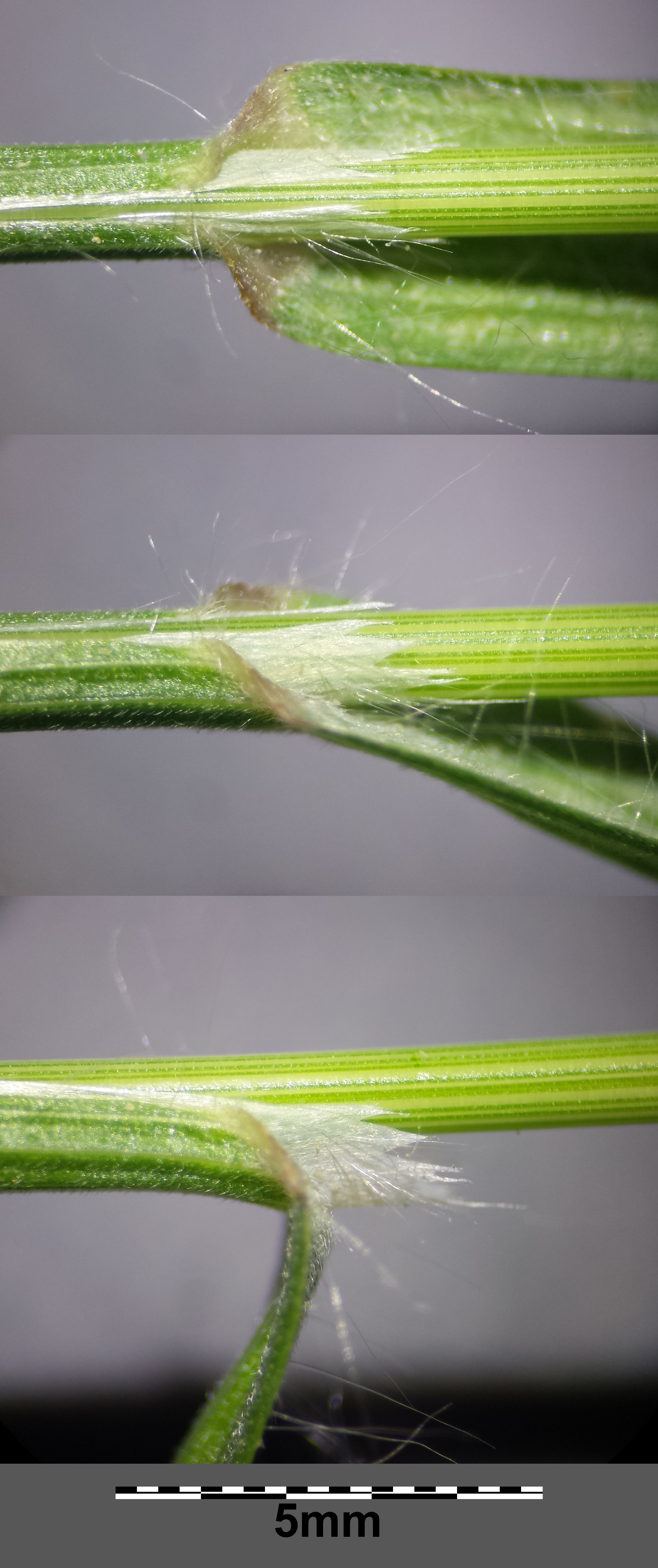
Stängel mit Blattscheide und Blatthäutchen

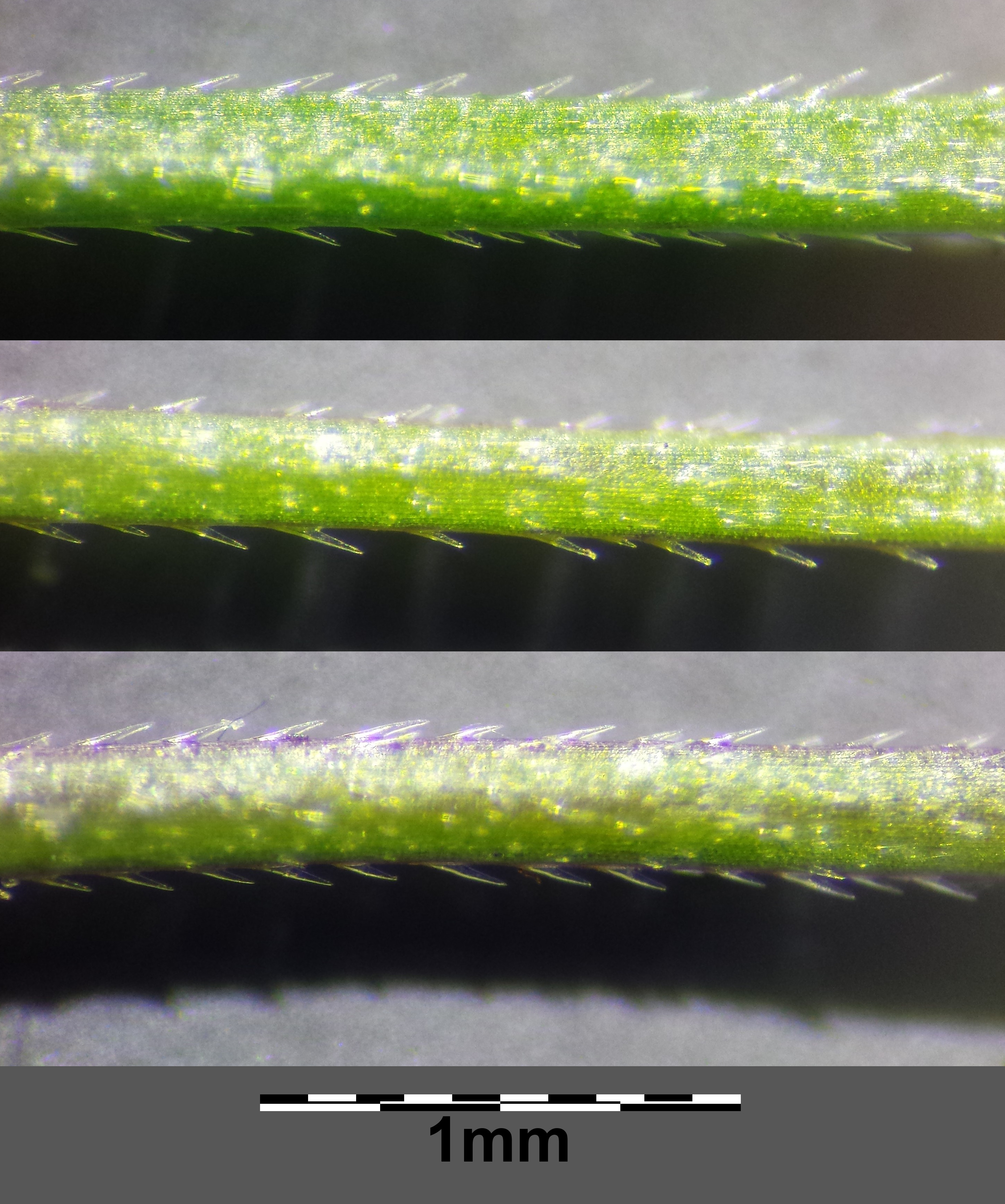
Die Rispenäste sind rau

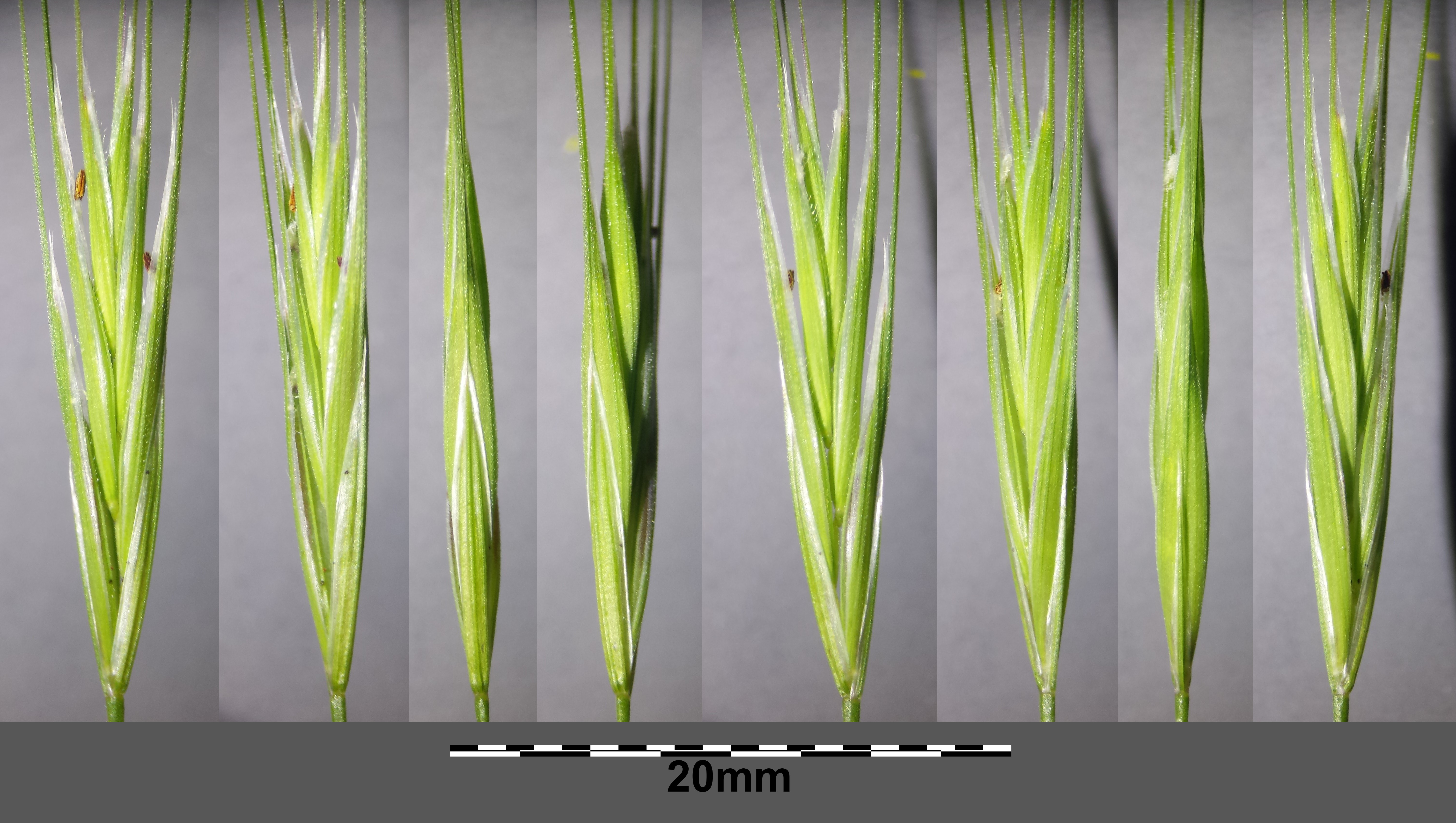
Ährchen

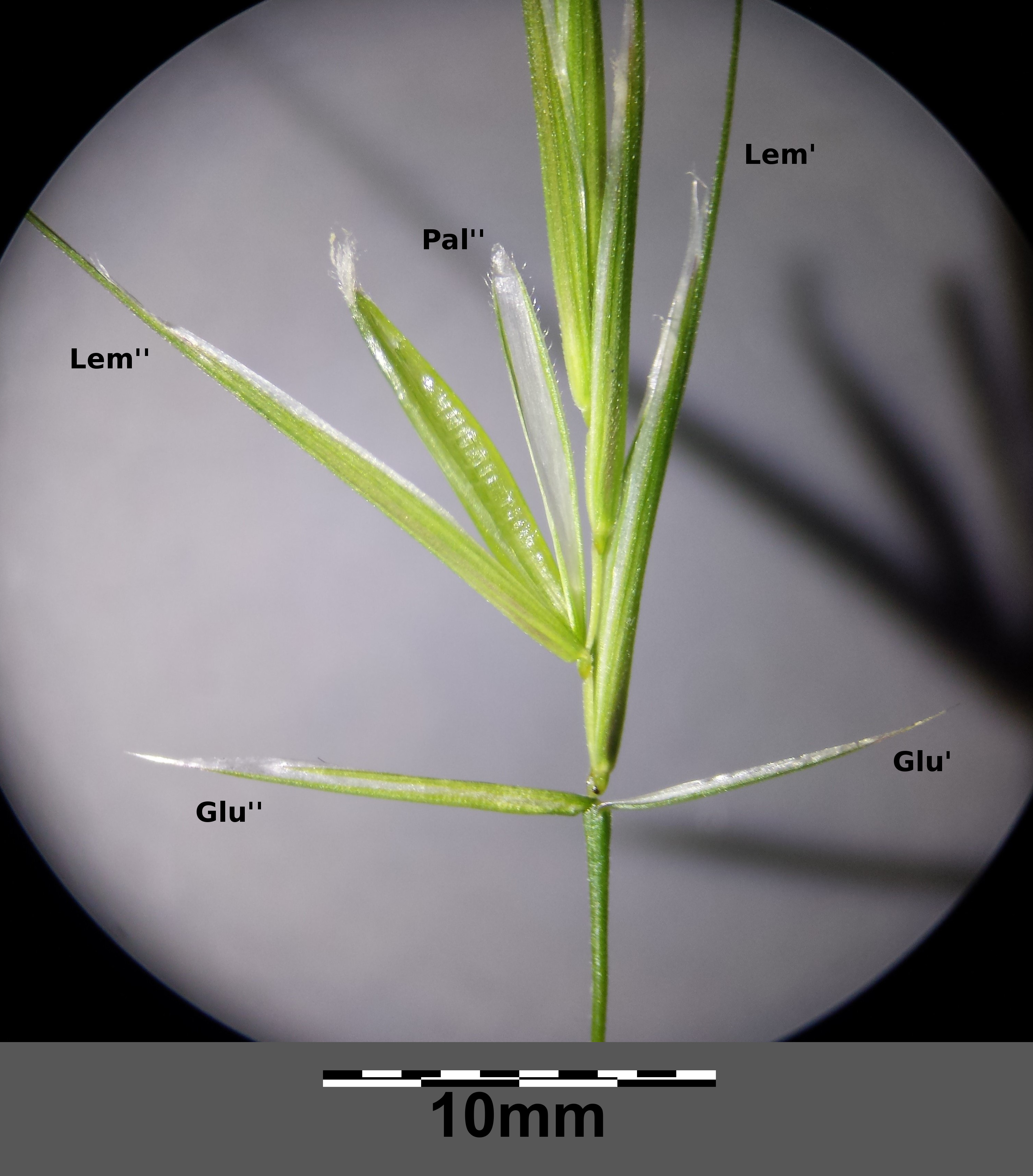
Aufgefächertes Ährchen mit Hüll- (Glu), Deck- (Lem) und Vorspelzen (Pal)

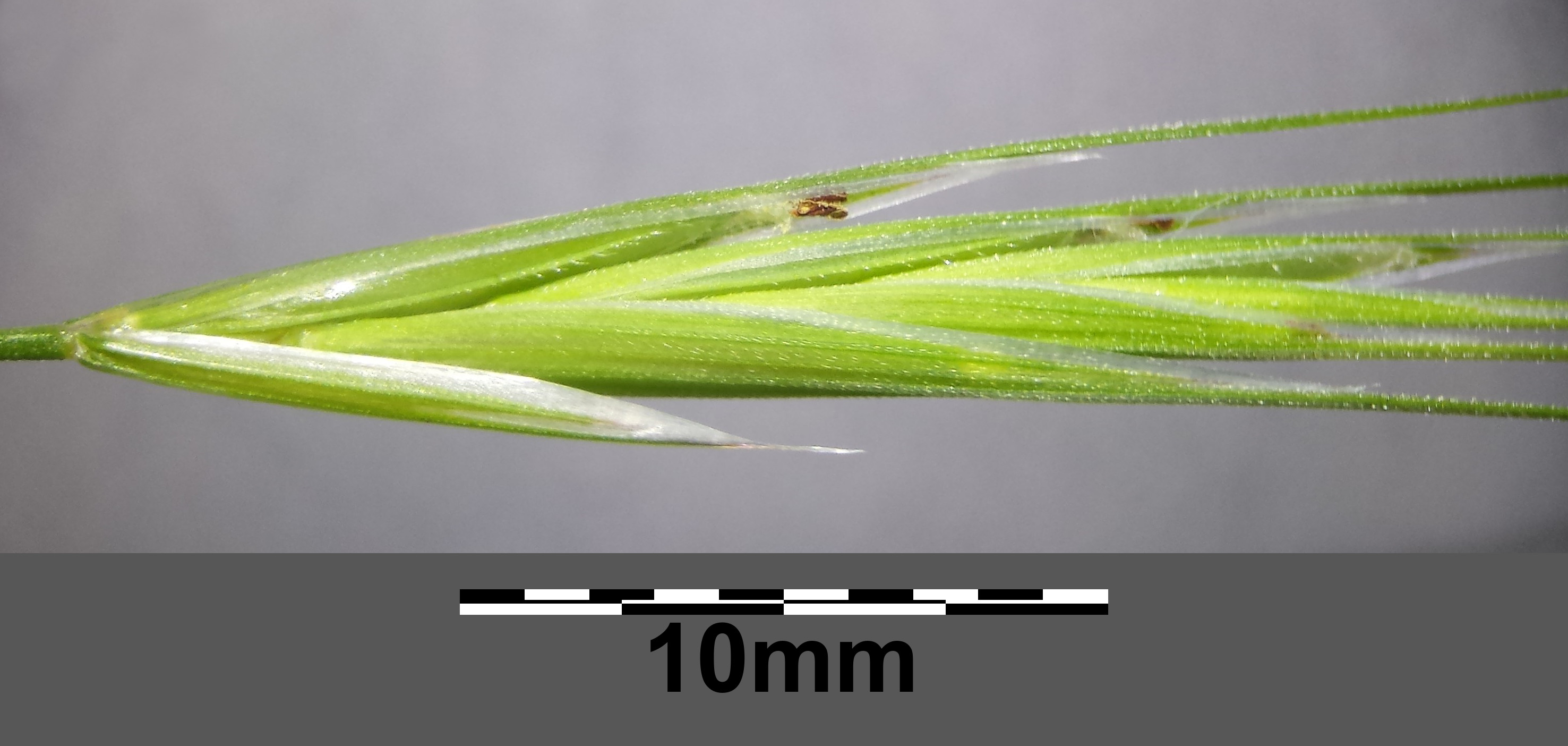
Die Deckspelzen weisen deutlich hervortretende Leitbündel auf

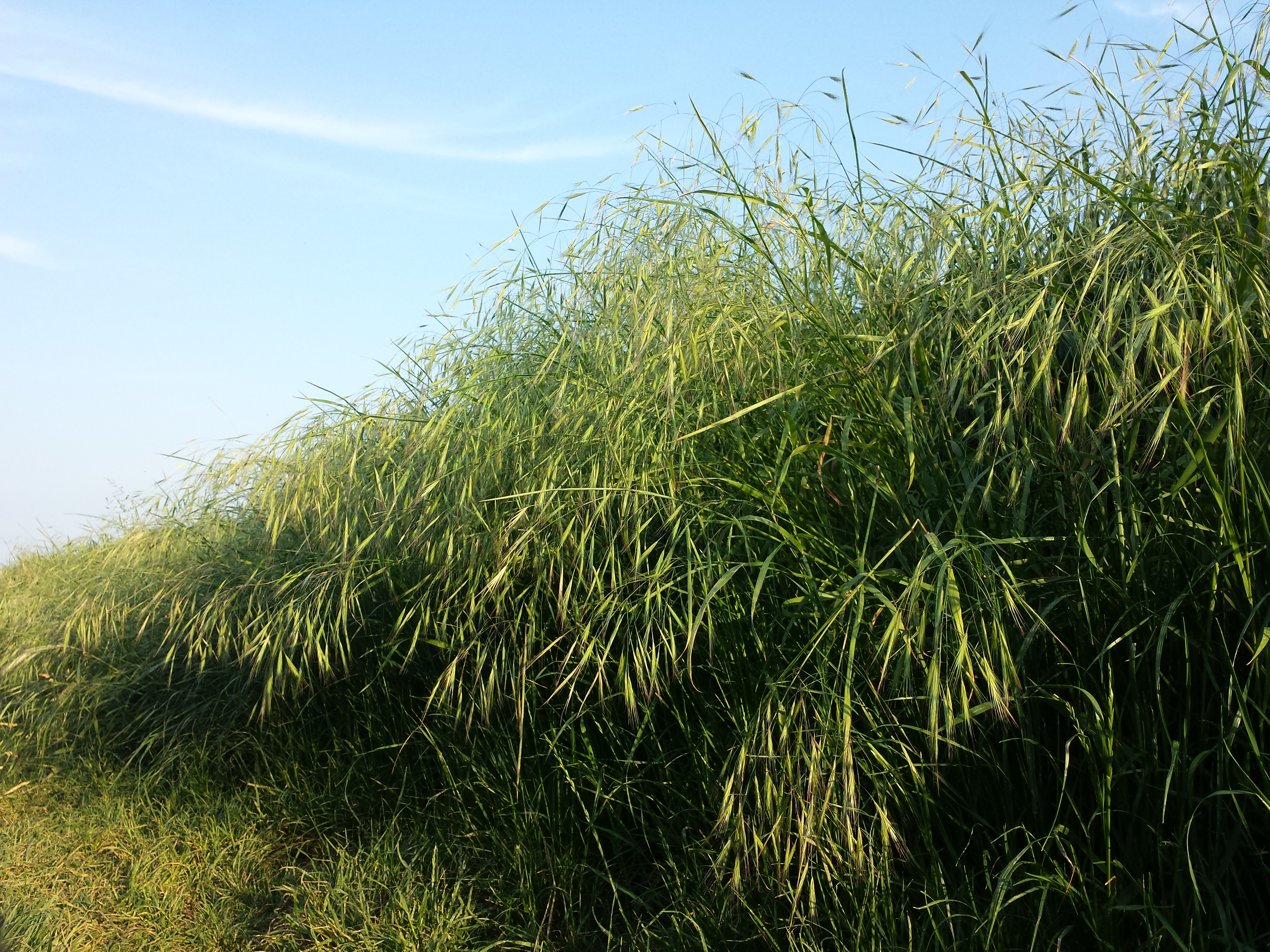
Taube Trespe im Bestand

### Vegetative Merkmale
Die Taube Trespe ist eine einjährige oder einjährig überwinternde, krautige Pflanze, die Wuchshöhen von etwa 15 bis 100 Zentimetern erreicht. Der kahle Halm ist mit drei bis fünf kahlen Knoten gegliedert.
Die Blattscheiden sind fast bis obenhin geschlossen; die unteren sind kurz und weich behaart, die oberen sind oft kahl. Die Blattspreite sind 5 bis 25 Zentimeter lang, 2 bis 7 (bis 10) Millimeter breit und beiderseits weich behaart. Das Blatthäutchen ist ein 2 bis 4 Millimeter langer, am oberen Rand zerschlitzter, häutiger Saum.

### Generative Merkmale
Die Blütezeit reicht von Juni bis August.
Die lockere und herabhängende Rispe ist etwa 5 bis 25 Zentimeter lang und ebenso breit. Die drei bis sieben Seitenäste des Blütenstandes sind sehr ungleich lang (bis 12 Zentimeter), zweigen von der glatten Hauptachse ab und tragen meist nur ein, die längsten bis zu drei Ährchen. Die Ährchen enthalten vier Blütchen und sind (einschließlich der Grannen) etwa 40 Millimeter lang oder bis zu 15-blütig und dann etwa 60 Millimeter lang. Sie sind seitlich stark zusammengedrückt und vor der Anthese schmal, aber zur Reifezeit fächerförmig ausgebreitet. Die obersten 1 bis 2 Blütchen des Ährchens sind verkümmert und steril. Die Spelzen sind auf dem Rücken stets abgerundet. Die untere Hüllspelze ist einnervig und 6 bis 14 Millimeter lang, die obere ist dreinervig und 10 bis 20 Millimeter lang. Die Deckspelzen sind siebennervig und 14 bis 24 Millimeter lang und tragen eine 15 bis 30 Millimeter lange, dicht vor dem Einschnitt entspringende Granne. Die Vorspelzen sind zweinervig und 10 bis 20 Millimeter lang. Die Staubbeutel sind 1 bis 2 Millimeter lang.
Die Chromosomenzahl beträgt 2n = 14 oder 28.

## Ökologie
Die bespelzten Samen werden durch Tiere verbreitet (Epizoochorie). Die rauen Grannen haften im Fell. Sie kann den Winter als Hemikryptophyt überdauern oder als Samen (Therophyt).

## Taxonomie
Die Erstveröffentlichung. von Bromus sterilis erfolgte 1753 durch Carl von Linné in Species Plantarum, Tomus I, Seite 77. Zusammen mit ähnlichen Arten wird die Taube Trespe manchmal von der Gattung Bromus abgetrennt, in die Gattung Anisantha gestellt und heißt dann Anisantha sterilis (L.) Nevski.
Bromus ist die Bezeichnung für eine haferähnliche Pflanze, sterilis bedeutet  „taub, unfruchtbar“. Der botanische Name kann frei als „Nicht-Hafer“ übersetzt werden. Im Gegensatz zum Saat-Hafer ist die Taube Trespe nicht als Getreide nutzbar, aber unfruchtbar ist sie natürlich nicht.

## Vorkommen
Das Verbreitungsgebiet reicht ursprünglich von Europa und dem Mittelmeerraum bis Zentralasien. In Nordamerika und in Ostasien ist die Art ein Neophyt. Sie wurde bereits vor 1492 nach Mitteleuropa vom Menschen eingeführt und gilt dort deshalb als Archäophyt. Sie kommt in Europa in fast allen Ländern vor und fehlt nur in Island, Lettland, Estland und Nordmazedonien. In Litauen und Finnland kommt sie nur eingeschleppt vor.
Die Taube Trespe kommt in Mitteleuropa verbreitet im Unkrautsaum trockener Wege, in lückigen, leicht beschatteten Wiesen, auf Schuttplätzen, an Mauern oder Böschungen, gern unter Obstbäumen, auch in Kleefeldern und Weinbergen vor.
Die Taube Trespe gedeiht meist auf lockeren und daher meist sandigen oder steinigen Lehmböden, der mäßig stickstoffreich sein sollte. Sie erträgt Austrocknung gut und kann auch noch auf verkrustetem Steinschutt oder in Mauerritzen leben. Sie liebt warme Standorte. In den Allgäuer Alpen übersteigt sie die Grenze von 800 Metern nicht. In Graubünden kommt sie in Samedan bei 1715 Meter und in St. Moritz bei 1800 Meter vor. In Nordafrika steigt sie bis 2400 Meter auf.
Nach Ellenberg ist sie eine Halblichtpflanze, subozeanisch verbreitet und bevorzugt mäßig stickstoffreiche Standorte. Sie gedeiht in Pflanzengesellschaften der Verbände Sisymbrion oder Fumario-Euphorbion.
Die ökologischen Zeigerwerte nach Landolt et al. 2010 sind in der Schweiz: Feuchtezahl F = 2 (mäßig trocken), Lichtzahl L = 3 (halbschattig), Reaktionszahl R = 3 (schwach sauer bis neutral), Temperaturzahl T = 4 (kollin), Nährstoffzahl N = 4 (nährstoffreich), Kontinentalitätszahl K = 4 (subkontinental).
Infolge enger Fruchtfolgen, früher Aussaattermine und einer pfluglosen Bodenbearbeitung verbreitet sich die Taube Trespe zunehmend auf Kulturflächen, insbesondere im Wintergetreide. Dort führt ihr Auftreten zu Ertragsausfällen, erschwerten Erntebedingungen und Qualitätseinbußen.